# Typhlocyba sollisa
Typhlocyba sollisa är en insektsart som beskrevs av Ross och Delong 1949. Typhlocyba sollisa ingår i släktet Typhlocyba och familjen dvärgstritar.
Artens utbredningsområde är Illinois. Inga underarter finns listade i Catalogue of Life.